# Biesme-sous-Thuin
Biesme-sous-Thuin is een dorp in de Belgische provincie Henegouwen, en een deelgemeente van de Waalse gemeente Thuin. 
Biesme-sous-Thuin was een zelfstandige gemeente, tot die bij de gemeentelijke herindeling van 1977 toegevoegd werd aan de gemeente Thuin.

## Demografische ontwikkeling
- Bronnen:NIS, Opm:1831 tot en met 1970=volkstellingen

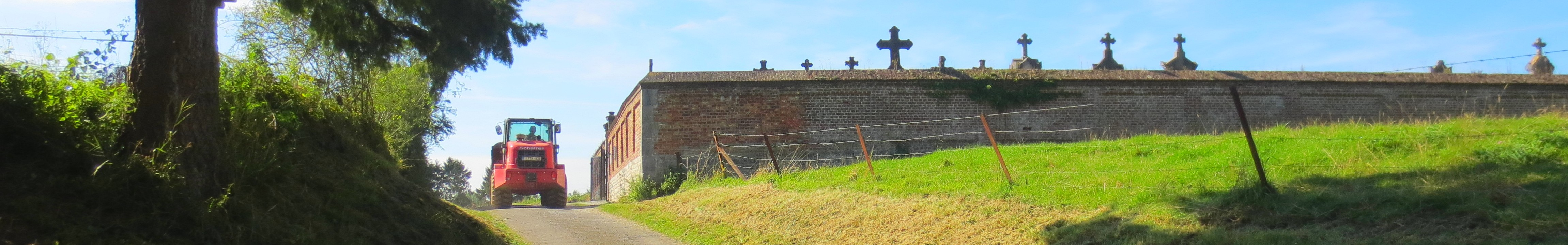
Panoramafoto van Biesme-sous-Thuin